# Brug (muziekinstrument)

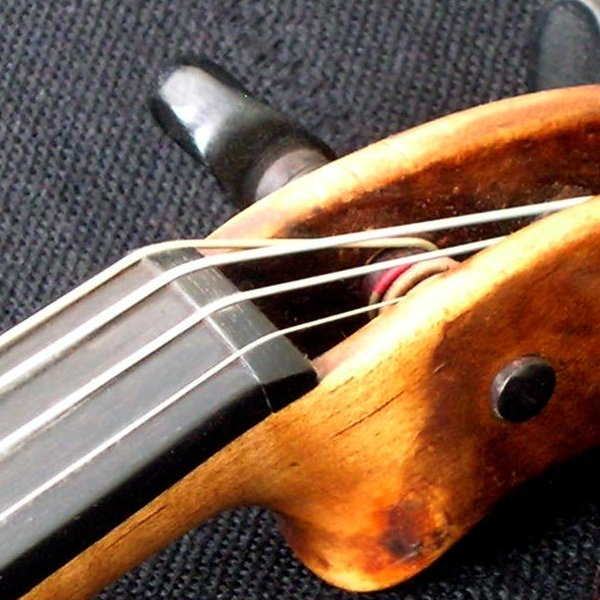
Brug van een viool

Op een snaarinstrument worden de snaren tussen de brug (Duits: "Sattel", Engels: "nut", Frans: "sillet") en de kam (Duits:"Steg", Engels:"bridge", Frans: "chevalet") gespannen. De brug dient de snaren op de juiste onderlinge positie en op kleine afstand van de toets te houden, zodat deze door indrukken te bespelen zijn. De kam, die bij gitaren in navolging van het Engels vaak de "brug" wordt genoemd, geeft de snaartrilling door aan de resonantiekast.
Bij gitaren is de "brug" soms ook een vibratosysteem waarmee de spanning en daardoor de toonhoogte van de snaar kan worden veranderd.
Een vibrato (Italiaans voor "trillend") of whammy bar is een door een hefboom bewogen brug of staartstuk van een elektrische gitaar dat ervoor zorgt dat de spanning van de snaren kan variëren. Hierdoor wordt de toonhoogte van de op dat moment aangeslagen snaar (snaren) iets verhoogd of verlaagd en ontstaat een vibrato-effect op alle snaren tegelijk.

## Verschillende soorten bij een elektrische gitaar
Er bestaan vele verschillende typen vibratobrugsystemen:
- Bigsby
- Stratocaster vibrato
- Floating bridge vibrato (op Fender Jaguar, Jazzmaster en Mustang)